# 동파키스탄
동파키스탄(벵골어: পূর্ব পাকিস্তান, 우르두어: مشرقی پاکستان, 영어: East Pakistan)은 파키스탄 자치령의 일부였던 행정 구역으로, 현재의 방글라데시이다.

## 역사

### 서파키스탄의 독립
영국령 인도가 1947년 인도와 파키스탄 자치령으로 나뉘면서 벵골 지방도 파키스탄령인 동벵골과 인도령인 서벵골로 나뉘었다. 동파키스탄은 펀자브 주, 신드 주, 발루치스탄 주, 카이베르파크툰크와 주로 이루어진 서파키스탄과 함께 파키스탄으로 독립했다.
1947년 영국으로부터 독립한 파키스탄은 인도를 중심으로 동·서 양쪽에 영토를 갖게 되었다. 그러나 동파키스탄은 인종·언어·생활 양식 등 모두가 서파키스탄과 달랐고 경제적 차별을 받아 일종의 식민지와 같은 존재에 불과하여 항상 파키스탄 중앙 정부에 불만을 품었다. 1955년에는 원 유닛 계획이 실시되어 동벵골이라는 행정구역명이 동파키스탄으로 바뀌었으며, 1970년 원 유닛 계획이 해제된 후에도 동파키스탄이라는 행정구역명칭은 유지되었다. 아와미 연맹의 무지부르 라흐만 당수는 1966년에 동파키스탄의 자치권을 촉구하였다. 아와미 연맹은 1970년 파키스탄 총선에서 제1당이 되었으며 이를 기반으로 대폭적인 자치를 요구하였다.

### 동파키스탄의 독립
1971년 3월 동·서파키스탄은 내전에 돌입하였으며 인도는 동파키스탄을 적극 지원, 동년 12월 파키스탄의 항복을 받았고 동파키스탄은 국호를 방글라데시로 하여 독립을 선포하였다. 1972년 방글라데시는 헌법을 제정했으며 1975년에는 대통령 중심제로 헌법을 개정하여 초대 대통령으로 라만이 취임하였다.

## 같이 보기
- 방글라데시
- 서파키스탄